# Чемпіонат світу з водних видів спорту 1991
Чемпіонат світу з водних видів спорту 1991 відбувся на Клермонт-Супердромі в Перті (Австралія) з 3 до 13 січня 1991 року. В ньому взяли участь 1142 спортсмени.

## Таблиця медалей
| Місце   | Країна          | 1  | 2  | 3  | Загалом |
| ------- | --------------- | -- | -- | -- | ------- |
| 1       | США             | 17 | 11 | 6  | 34      |
| 2       | КНР             | 8  | 3  | 2  | 13      |
| 3       | Угорщина        | 5  | 2  | 2  | 9       |
| 4       | Німеччина       | 4  | 9  | 9  | 22      |
| 5       | Австралія       | 3  | 5  | 2  | 10      |
| 6       | Нідерланди      | 2  | 1  | 1  | 4       |
| 7       | СРСР            | 1  | 3  | 6  | 10      |
| 8       | Канада          | 1  | 3  | 1  | 5       |
| 9       | Італія          | 1  | 2  | 4  | 7       |
| 10      | Іспанія         | 1  | 1  | 1  | 3       |
| 11      | Суринам         | 1  | 0  | 0  | 1       |
| 11      | Югославія       | 1  | 0  | 0  | 1       |
| 13      | Японія          | 0  | 2  | 3  | 5       |
| 14      | Франція         | 0  | 2  | 1  | 3       |
| 15      | Велика Британія | 0  | 1  | 1  | 2       |
| 16      | Швеція          | 0  | 1  | 0  | 1       |
| 17      | Данія           | 0  | 0  | 2  | 2       |
| 17      | Польща          | 0  | 0  | 2  | 2       |
| 19      | Чехословаччина  | 0  | 0  | 1  | 1       |
| Загалом | Загалом         | 45 | 46 | 44 | 135     |

## Країни-учасниці
- Алжир (2)
- Аргентина (4)
- Австралія (88)
- Австрія (3)
- Багамські Острови (1)
- Бельгія (9)
- Бразилія (31)
- Болгарія (2)
- Канада (77)
- Китай (47)
- Китайський Тайбей (7)
- Коста-Рика (1)
- Куба (15)
- Чехословаччина (4)
- Данія (10)
- Єгипет (17)
- Фінляндія (3)
- Франція (55)
- Німеччина (80)
- Велика Британія (29)
- Греція (19)
- Гуам (6)
- Гонконг (2)
- Угорщина (44)
- Індія (2)
- Індонезія (15)
- Ірландія (4)
- Ізраїль (5)
- Італія (45)
- Японія (24)
- Кувейт (1)
- Ліван (1)
- Люксембург (4)
- Макао (3)
- Малайзія (1)
- Мексика (19)
- Нідерланди (41)
- Нова Зеландія (46)
- Північна Корея (4)
- Північні Маріанські острови (2)
- Норвегія (12)
- Польща (6)
- Португалія (7)
- Пуерто-Рико (5)
- Румунія (19)
- Сан-Марино (7)
- Сінгапур (5)
- Південна Корея (5)
- СРСР (51)
- Іспанія (35)
- Суринам (1)
- Швеція (22)
- Швейцарія (16)
- Туреччина (2)
- США (90)
- Уругвай (2)
- Венесуела (1)
- Югославія (29)
- Зімбабве (2)